# Dinka du Sud-Ouest
Pour les articles homonymes, voir Dinka.
Le dinka du Sud-Ouest (ou rek, dinka de l'Ouest) est une langue nuer-dinka du Soudan du Sud parlée par les Dinka.

## Localisation
Le dinka du Sud-Ouest est parlé dans le comté de Jur River (en) de l'État du Bahr el Ghazal occidental et les États du Bahr el Ghazal du Nord et de Warab,.

## Dialectes
Les dialectes suivants existent : abiem (ajong dit, ajong thi, akany kok, akern jok, anei, apuoth, apwoth), aguok (agwok), apuk, awan, lau, luac (différent du luac du dinka du Nord-Est), malual (atoktou, duliit, korok, makem, malwal, peth), paliet (ajak, baliet, bon shwai, buoncwai, bwoncwai, kondair, kongder, tainbour, thany bur), palioupiny (akjuet, akwang, ayat, cimel, gomjuer, palioping), rek (raik), tuic (adhiang, amiol, nyang, thon, twic, twich, twij).,.

## Similarité lexicale
Le dinka du Sud-Ouest possède une similarité lexicale de 90 % avec le dinka du Sud-Est et de 89 % avec le dinka du Sud-Central.

## Reconnaissance légale
Cette langue est reconnue en 2011 par la Constitution de transition du Soudan du Sud, dans l'article 6(1).

## Utilisation
Le dinka du Sud-Ouest est utilisé dans l'enseignement primaire et dans tous les domaines par des personnes de tous âges.

## Écriture
Le dinka du Sud-Ouest s'écrit grâce à l'alphabet latin.